# The Unthanks
The Unthanks, noto fino al 2009 col nome Rachel Unthank & the Winterset, è un gruppo folk inglese proveniente dal Northumberland.
Il gruppo, formato dalle sorelle Rachel e Becky Unthank, ha fatto il proprio debutto live al Towersey Village Festival dell'agosto 2004, mentre nel maggio 2005 è uscito il loro primo album, Cruel Sister. Il lavoro è stata premiato come album folk dell'anno dalla rivista Mojo.
Il secondo album, The Bairns, uscito nel 2007, ha ricevuto la nomination nel 2008 al Mercury Music Prize e, quale miglior album, ai BBC Folk Awards 2008. Sempre ai BBC Folk Awards 2008 il gruppo ha ricevuto la nomination per le categorie "Miglio gruppo", "Best Live Act" e "Horizon Award", vincendo quest'ultimo premio. Il lavoro è stato premiato come miglior album del decennio dalla rivista Uncut e dal The Observer.
Nel settembre 2009 è uscito il loro terzo album, Here's the Tender Coming, il primo sotto il nuovo nome del gruppo. L'album è stato inserito sia dall'Uncut che dal Guardian tra i migliori 50 lavori dell'anno.
Il 14 marzo 2011 è stato pubblicato il quarto lavoro del gruppo, Last.

## Discografia parziale
- 2005 - Cruel Sister
- 2007 - The Bairns
- 2009 - Here's the Tender Coming
- 2011 - Last
- 2019 - Sucker Punch